# Megaphrynium
Genre
Classification APG III (2009)
Megaphrynium est un genre de plante de la famille des marantaceae, native d'Afrique tropicale,,.

## Espèces
1. Megaphrynium distans Hepper, Kew Bull. 32: 461 (1968). - Ghana, Côte d'Ivoire, Liberia, Guinée équatoriale
2. Megaphrynium gabonense Koechlin, Fl. Gabon 9: 153 (1964). - Gabon, République du Congo
3. Megaphrynium macrostachyum (K.Schum.) Milne-Redh., Kew Bull. 7: 170 (1952). - Du Sierra Leone à l'Ouganda
4. Megaphrynium trichogynum Koechlin, Fl. Gabon 9: 154 (1964). - République centre-africaine, Cameroun, Guinée équatoriale, Gabon, République du Congo, République démocratique du Congo
5. Megaphrynium velutinum (K.Schum.) Koechlin, Fl. Gabon 9: 158 (1964). - Côte d'Ivoire, Cameroun, Guinée équatoriale, Gabon